# Emirates-kupa
Az Emirates-kupa az Arsenal által évenként megrendezett kétnapos nyári labdarúgótorna, melyet a klub hazai pályáján, az Emirates Stadionban játszanak. A torna 2007-ben került első alkalommal megrendezésre. A lebonyolítási rendszere hasonlít az Ajax által rendezett Amszterdam-kupa lebonyolítási szisztémájához.
Az Amszterdam-kupához hasonlóan minden csapat két mérkőzést játszik, a győzelemért három pont, a döntetlenért pedig egy pont jár, és minden egyes rúgott gól után plusz egy pontot kapnak a résztvevők. A 2009-es kiírástól kezdődően ha a csapatok azonos pontszámmal állnak, akkor a gólkülönbség, majd a szerzett gólok száma, végül az összes kapura lövés rangsorol.
A jelenlegi címvédő az Galatasaray SK, amely 2013-ban nyerte meg a tornát.

## Története

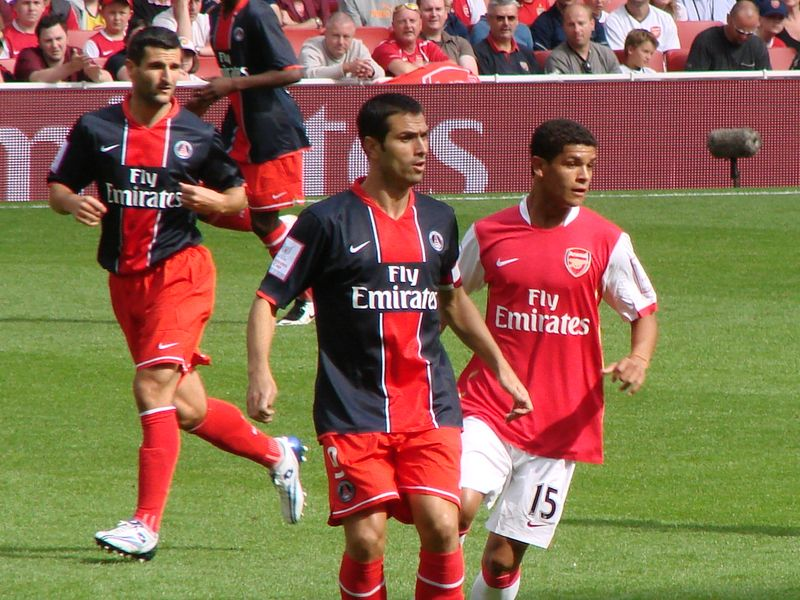
Frau, Pauleta és Denílson az első Emirates-kupa Arsenal–PSG mérkőzésén

Az Emirates-kupa 2007. július 28.–29-én került első alkalommal megrendezésre. A hazai Arsenal mellett az olasz Internazionale, a francia Paris Saint-Germain és a spanyol Valencia vett részt a tornán (a Valencia csapata az Intertotó-kupa kötelezettsége miatt a szereplést lemondó Hamburg helyett érkezett a tornára), mely végül hazai sikerrel zárult. A torna gólkirálya Péguy Luyindula, a PSG francia csatára lett.
2008-ban az Emirates további három évre szóló megállapodást kötött a torna megrenezéséről. A résztvevők a Real Madrid, a Juventus és a Hamburg voltak.
2009-ben augusztus 1.–2-án rendezték meg a tornát az Atlético Madrid, a Rangers és a Paris Saint-Germain részvételével.
A 2010-es kiírás július 31. és augusztus 1. között került lebonyolításra a Milan, a Celtic és a Lyon részvételével.

## A trófea
Az Emirates-kupa győztesének járó ezüst kupát Thomas Fattorini készítette, akinek a családja 1827 óta készít trófeákat az angol labdarúgás számára.
„Egy olyan dizájnt szerettünk volna készíteni, amely egyszerre üt el más nemzetközi labdarúgó trófeáktól és olyan amelyre büszke lehet az elnyerője” – mondta Fattorini.
Az Emirates Stadionnak nagyon jellegzetes, aszimmetrikus vonalai vannak a tetején, melyek motivációul szolgáltak a Stadium eredeti márka identitásában szereplő azonos vonalaknak. Az alapja, pereme és a fülei a trófeának ezeket utánozzák, az Emirates logóval a kupa elején.

## Eredmények

### 2007
1. nap
| 2007. július 28. 14:00 (BST) | Internazionale | 0 – 2                 | Valencia              | Emirates Stadion, London Nézőszám: 55 106 Játékvezető: Alan Kelly |
| 2007. július 28. 14:00 (BST) |                | (0 – 2) (Jegyzőkönyv) | Gavilan 13' Villa 39' | Emirates Stadion, London Nézőszám: 55 106 Játékvezető: Alan Kelly |

| 2007. július 28. 16:15 (BST) | Arsenal                  | 2 – 1                 | Paris Saint-Germain | Emirates Stadion, London Nézőszám: 55 106 Játékvezető: Peter Walton |
| 2007. július 28. 16:15 (BST) | Flamini 45' Bendtner 70' | (1 – 0) (Jegyzőkönyv) | Luyindula 80'       | Emirates Stadion, London Nézőszám: 55 106 Játékvezető: Peter Walton |

2. nap
| 2007. július 29. 14:00 (BST) | Paris Saint-Germain               | 3 – 0                 | Valencia | Emirates Stadion, London Nézőszám: 59 821 Játékvezető: Andre Marriner |
| 2007. július 29. 14:00 (BST) | Diané 15' N'Gog 30' Luyindula 85' | (2 – 0) (Jegyzőkönyv) |          | Emirates Stadion, London Nézőszám: 59 821 Játékvezető: Andre Marriner |

| 2007. július 29. 16:15 (BST) | Arsenal                 | 2 – 1                 | Internazionale | Emirates Stadion, London Nézőszám: 59 821 Játékvezető: Mark Halsey |
| 2007. július 29. 16:15 (BST) | Hleb 67' van Persie 85' | (0 – 0) (Jegyzőkönyv) | Suazo 62'      | Emirates Stadion, London Nézőszám: 59 821 Játékvezető: Mark Halsey |

A végeredmény
| # | Csapat              | M | Gy | D | V | Rg | Kg | Gk | P  |
| - | ------------------- | - | -- | - | - | -- | -- | -- | -- |
| 1 | Arsenal             | 2 | 2  | 0 | 0 | 4  | 2  | +2 | 10 |
| 2 | Paris Saint-Germain | 2 | 1  | 0 | 1 | 4  | 2  | +2 | 7  |
| 3 | Valencia            | 2 | 1  | 0 | 1 | 2  | 3  | –1 | 5  |
| 4 | Internazionale      | 2 | 0  | 0 | 2 | 1  | 4  | –3 | 1  |

Gólszerzők
| # | Név                    | Csapat              | Gólok |
| - | ---------------------- | ------------------- | ----- |
| 1 | Péguy Luyindula        | Paris Saint-Germain | 2     |
| 2 | Nicklas Bendtner       | Arsenal             | 1     |
| 2 | Amara Diané            | Paris Saint-Germain | 1     |
| 2 | Mathieu Flamini        | Arsenal             | 1     |
| 2 | Jaime Gavilán Martínez | Valencia            | 1     |
| 2 | Aljakszandar Hleb      | Arsenal             | 1     |
| 2 | David N'Gog            | Paris Saint-Germain | 1     |
| 2 | David Suazo            | Internazionale      | 1     |
| 2 | Robin van Persie       | Arsenal             | 1     |
| 2 | David Villa            | Valencia            | 1     |

### 2008
1. nap
| 2008. augusztus 2. 14:00 (BST) | Real Madrid                   | 2 – 1                 | Hamburg   | Emirates Stadion, London Nézőszám: 51 000 Játékvezető: Alan Kelly |
| 2008. augusztus 2. 14:00 (BST) | van Nistelrooy 25' Parejo 85' | (1 – 0) (Jegyzőkönyv) | Zídán 53' | Emirates Stadion, London Nézőszám: 51 000 Játékvezető: Alan Kelly |

| 2008. augusztus 2. 16:15 (BST) | Arsenal | 0 – 1                 | Juventus      | Emirates Stadion, London Nézőszám: 51 000 Játékvezető: Peter Walton |
| 2008. augusztus 2. 16:15 (BST) |         | (0 – 1) (Jegyzőkönyv) | Trézéguet 37' | Emirates Stadion, London Nézőszám: 51 000 Játékvezető: Peter Walton |

2. nap
| 2008. augusztus 3. 14:00 (BST) | Juventus | 0 – 3                 | Hamburg                       | Emirates Stadion, London Nézőszám: 51 000 Játékvezető: Chris Foy |
| 2008. augusztus 3. 14:00 (BST) |          | (0 – 1) (Jegyzőkönyv) | Guerrero 19' Olić 90+1' 90+2' | Emirates Stadion, London Nézőszám: 51 000 Játékvezető: Chris Foy |

| 2008. augusztus 3. 16:15 (BST) | Arsenal                 | 1 – 0                 | Real Madrid | Emirates Stadion, London Nézőszám: 51 000 Játékvezető: Mark Clattenburg |
| 2008. augusztus 3. 16:15 (BST) | Adebayor 49' (11-esből) | (0 – 0) (Jegyzőkönyv) |             | Emirates Stadion, London Nézőszám: 51 000 Játékvezető: Mark Clattenburg |

A végeredmény
| # | Csapat      | M | Gy | D | V | Rg | Kg | Gk | P |
| - | ----------- | - | -- | - | - | -- | -- | -- | - |
| 1 | Hamburg     | 2 | 1  | 0 | 1 | 4  | 2  | +2 | 7 |
| 2 | Real Madrid | 2 | 1  | 0 | 1 | 2  | 2  | 0  | 5 |
| 3 | Arsenal     | 2 | 1  | 0 | 1 | 1  | 1  | 0  | 4 |
| 4 | Juventus    | 2 | 1  | 0 | 1 | 1  | 3  | –2 | 4 |

Gólszerzők
| # | Név                 | Csapat      | Gólok |
| - | ------------------- | ----------- | ----- |
| 1 | Ivica Olić          | Hamburg     | 2     |
| 2 | Daniel Parejo       | Real Madrid | 1     |
| 2 | David Trézéguet     | Juventus    | 1     |
| 2 | Ruud van Nistelrooy | Real Madrid | 1     |
| 2 | Mohamed Zídán       | Hamburg     | 1     |
| 2 | José Paolo Guerrero | Hamburg     | 1     |
| 2 | Emmanuel Adebayor   | Arsenal     | 1     |

### 2009
1. nap
| 2009. augusztus 1. 14:00 (BST) | Rangers    | 1 – 0                 | Paris Saint-Germain | Emirates Stadion, London Nézőszám: 54 224 Játékvezető: Alan Kelly |
| 2009. augusztus 1. 14:00 (BST) | Búgera 76' | (? – ?) (Jegyzőkönyv) |                     | Emirates Stadion, London Nézőszám: 54 224 Játékvezető: Alan Kelly |

| 2009. augusztus 1. 16:15 (BST) | Arsenal         | 2 – 1                 | Atlético Madrid | Emirates Stadion, London Nézőszám: 54 224 Játékvezető: Mark Clattenburg |
| 2009. augusztus 1. 16:15 (BST) | Arsavin 86' 90' | (0 – 0) (Jegyzőkönyv) | Pacheco 88'     | Emirates Stadion, London Nézőszám: 54 224 Játékvezető: Mark Clattenburg |

2. nap
| 2009. augusztus 2. 14:00 (BST) | Paris Saint-Germain | 1 – 1                 | Atlético Madrid       | Emirates Stadion, London Nézőszám: 56 758 Játékvezető: Alan Wiley |
| 2009. augusztus 2. 14:00 (BST) | Giuly 71'           | (0 – 1) (Jegyzőkönyv) | Agüero 41' (11-esből) | Emirates Stadion, London Nézőszám: 56 758 Játékvezető: Alan Wiley |

| 2009. augusztus 2. 16:15 (BST) | Arsenal                     | 3 – 0                 | Rangers | Emirates Stadion, London Nézőszám: 56 758 Játékvezető: Mike Dean |
| 2009. augusztus 2. 16:15 (BST) | Wilshere 2' 72' Eduardo 10' | (2 – 0) (Jegyzőkönyv) |         | Emirates Stadion, London Nézőszám: 56 758 Játékvezető: Mike Dean |

A végeredmény
| # | Csapat              | M | Gy | D | V | Rg | Kg | Gk | P  |
| - | ------------------- | - | -- | - | - | -- | -- | -- | -- |
| 1 | Arsenal             | 2 | 2  | 0 | 0 | 5  | 1  | +4 | 11 |
| 2 | Rangers             | 2 | 1  | 0 | 1 | 1  | 3  | –2 | 4  |
| 3 | Atlético Madrid     | 2 | 0  | 1 | 1 | 2  | 3  | –1 | 3  |
| 4 | Paris Saint-Germain | 2 | 0  | 1 | 1 | 1  | 2  | –1 | 2  |

Gólszerzők
| # | Név            | Csapat              | Gólok |
| - | -------------- | ------------------- | ----- |
| 1 | Andrej Arsavin | Arsenal             | 2     |
| 1 | Jack Wilshere  | Arsenal             | 2     |
| 2 | Madzsíd Búgera | Rangers             | 1     |
| 2 | Germán Pacheco | Atlético Madrid     | 1     |
| 2 | Sergio Agüero  | Atlético Madrid     | 1     |
| 2 | Ludovic Giuly  | Paris Saint-Germain | 1     |
| 2 | Eduardo        | Arsenal             | 1     |

### 2010
1. nap
| 2010. július 31. 14:00 (BST) | Celtic                   | 2 – 2                 | Lyon                   | Emirates Stadion, London Nézőszám: 60 012 Játékvezető: Szató Rjúdzsi |
| 2010. július 31. 14:00 (BST) | Hooper 82' Szamarász 90' | (0 – 1) (Jegyzőkönyv) | Bastos 28' Novillo 54' | Emirates Stadion, London Nézőszám: 60 012 Játékvezető: Szató Rjúdzsi |

| 2010. július 31. 16:20 (BST) | Arsenal   | 1 – 1                 | Milan    | Emirates Stadion, London Nézőszám: 60 012 Játékvezető: Chris Foy |
| 2010. július 31. 16:20 (BST) | Samáh 36' | (1 – 0) (Jegyzőkönyv) | Pato 77' | Emirates Stadion, London Nézőszám: 60 012 Játékvezető: Chris Foy |

2. nap
| 2010. augusztus 1. 14:00 (BST) | Milan         | 1 – 1                 | Lyon       | Emirates Stadion, London Nézőszám: 60 127 Játékvezető: Tojo Minoru |
| 2010. augusztus 1. 14:00 (BST) | Borriello 55' | (0 – 0) (Jegyzőkönyv) | Briand 80' | Emirates Stadion, London Nézőszám: 60 127 Játékvezető: Tojo Minoru |

| 2010. augusztus 1. 16:20 (BST) | Arsenal                     | 3 – 2                 | Celtic            | Emirates Stadion, London Nézőszám: 60 127 Játékvezető: Andre Marriner |
| 2010. augusztus 1. 16:20 (BST) | Vela 3' Sagna 45' Nasri 51' | (2 – 0) (Jegyzőkönyv) | Murphy 72' Ki 83' | Emirates Stadion, London Nézőszám: 60 127 Játékvezető: Andre Marriner |

A végeredmény
| # | Csapat  | M | Gy | D | V | Rg | Kg | Gk | P |
| - | ------- | - | -- | - | - | -- | -- | -- | - |
| 1 | Arsenal | 2 | 1  | 1 | 0 | 4  | 3  | +1 | 8 |
| 2 | Lyon    | 2 | 0  | 2 | 0 | 3  | 3  | 0  | 5 |
| 3 | Celtic  | 2 | 0  | 1 | 1 | 4  | 5  | –1 | 5 |
| 4 | Milan   | 2 | 0  | 2 | 0 | 2  | 2  | 0  | 4 |

Gólszerzők
| # | Név               | Csapat  | Gólok |
| - | ----------------- | ------- | ----- |
| 1 | Michel Bastos     | Lyon    | 1     |
| 1 | Harry Novillo     | Lyon    | 1     |
| 1 | Gary Hooper       | Celtic  | 1     |
| 1 | Jórgosz Szamarász | Celtic  | 1     |
| 1 | Marván as-Samáh   | Arsenal | 1     |
| 1 | Alexandre Pato    | Milan   | 1     |
| 1 | Marco Borriello   | Milan   | 1     |
| 1 | Jimmy Briand      | Lyon    | 1     |
| 1 | Carlos Vela       | Arsenal | 1     |
| 1 | Bacary Sagna      | Arsenal | 1     |
| 1 | Samir Nasri       | Arsenal | 1     |
| 1 | Daryl Murphy      | Celtic  | 1     |
| 1 | Ki Szongjong      | Celtic  | 1     |

### 2011
1. nap
| 2011. július 30. 14:00 (BST) | New York Red Bulls | 1 – 0                 | Paris Saint-Germain | Emirates Stadion, London Nézőszám: 54 488 Játékvezető: Kristinn Jakobsson |
| 2011. július 30. 14:00 (BST) | Lindpere 27'       | (1 – 0) (Jegyzőkönyv) |                     | Emirates Stadion, London Nézőszám: 54 488 Játékvezető: Kristinn Jakobsson |

| 2011. július 30. 16:20 (BST) | Arsenal                   | 2 – 2                 | Boca Juniors          | Emirates Stadion, London Nézőszám: 54 488 Játékvezető: Martin Atkinson |
| 2011. július 30. 16:20 (BST) | van Persie 29' Ramsey 46' | (1 – 0) (Jegyzőkönyv) | Viatri 68' Mouche 71' | Emirates Stadion, London Nézőszám: 54 488 Játékvezető: Martin Atkinson |

2. nap
| 2011. július 31. 14:00 (BST) | Paris Saint-Germain             | 3 – 0                 | Boca Juniors | Emirates Stadion, London Nézőszám: 60 011 Játékvezető: Kristinn Jakobsson |
| 2011. július 31. 14:00 (BST) | Maurice 8' Hoarau 38' Ceará 79' | (2 – 0) (Jegyzőkönyv) |              | Emirates Stadion, London Nézőszám: 60 011 Játékvezető: Kristinn Jakobsson |

| 2011. július 31. 16:20 (BST) | Arsenal        | 1 – 1                 | New York Red Bulls | Emirates Stadion, London Nézőszám: 60 011 Játékvezető: Kevin Friend |
| 2011. július 31. 16:20 (BST) | van Persie 42' | (1 – 0) (Jegyzőkönyv) | Bartley 84'        | Emirates Stadion, London Nézőszám: 60 011 Játékvezető: Kevin Friend |

A végeredmény
| # | Csapat              | M | Gy | D | V | Rg | Kg | Gk | P |
| - | ------------------- | - | -- | - | - | -- | -- | -- | - |
| 1 | New York Red Bulls  | 2 | 1  | 1 | 0 | 2  | 1  | +1 | 6 |
| 2 | Paris Saint-Germain | 2 | 1  | 0 | 1 | 3  | 0  | +2 | 6 |
| 3 | Arsenal             | 2 | 0  | 2 | 0 | 3  | 3  | 0  | 5 |
| 4 | Boca Juniors        | 2 | 0  | 1 | 1 | 2  | 5  | -3 | 3 |

Gólszerzők
| #     | Név                | Csapat              | Gólok |
| ----- | ------------------ | ------------------- | ----- |
| 1     | Robin van Persie   | Arsenal             | 2     |
| 2     | Joel Lindpere      | New York Red Bulls  | 1     |
| 2     | Aaron Ramsey       | Arsenal             | 1     |
| 2     | Lucas Viatri       | Boca Juniors        | 1     |
| 2     | Pablo Mouche       | Boca Juniors        | 1     |
| 2     | Jean-Eudes Maurice | Paris Saint-Germain | 1     |
| 2     | Guillaume Hoarau   | Paris Saint-Germain | 1     |
| 2     | Ceará              | Paris Saint-Germain | 1     |
| öngól | Kyle Bartley       | Arsenal             | 1     |

### 2013
1. nap
| 2013. augusztus 3. 14:00 BST | Galatasaray         | 1 – 0       | Porto | Emirates Stadion, London, Anglia Nézőszám: 59 554 Játékvezető: Andre Marriner |
| 2013. augusztus 3. 14:00 BST | Melo 71' (11-esből) | Jegyzőkönyv |       | Emirates Stadion, London, Anglia Nézőszám: 59 554 Játékvezető: Andre Marriner |

| 2013. augusztus 3. 16:20 BST | Arsenal                  | 2 – 2       | Napoli                | Emirates Stadion, London, Anglia Nézőszám: 59 554 Játékvezető: Kevin Friend |
| 2013. augusztus 3. 16:20 BST | Giroud 72' Koscielny 86' | Jegyzőkönyv | Insigne 7' Pandev 28' | Emirates Stadion, London, Anglia Nézőszám: 59 554 Játékvezető: Kevin Friend |

2. nap
| 2013. augusztus 4. 14:00 BST | Napoli                | 1 – 3       | Porto                             | Emirates Stadion, London, Anglia |
| 2013. augusztus 4. 14:00 BST | Pandev 45' (11-esből) | Jegyzőkönyv | Gilasz 50' Fernández 68' Licá 78' | Emirates Stadion, London, Anglia |

| 2013. augusztus 4. 16:20 BST | Arsenal     | 1 – 2       | Galatasaray               | Emirates Stadion, London, Anglia |
| 2013. augusztus 4. 16:20 BST | Walcott 40' | Jegyzőkönyv | Drogba 78' (11-esből) 87' | Emirates Stadion, London, Anglia |

A végeredmény
| # | Csapat      | M | Gy | D | V | Rg | Kg | Gk | P |
| - | ----------- | - | -- | - | - | -- | -- | -- | - |
| 1 | Galatasaray | 2 | 2  | 0 | 0 | 3  | 1  | +2 | 9 |
| 2 | Porto       | 2 | 1  | 0 | 1 | 3  | 2  | +1 | 6 |
| 3 | Arsenal     | 2 | 0  | 1 | 1 | 3  | 4  | –1 | 4 |
| 4 | Napoli      | 2 | 0  | 1 | 1 | 3  | 5  | –2 | 4 |

Gólszerzők
| # | Név               | Csapat      | Gólok |
| - | ----------------- | ----------- | ----- |
| 1 | Didier Drogba     | Galatasaray | 2     |
| 1 | Goran Pandev      | Napoli      | 2     |
| 3 | Lorenzo Insigne   | Napoli      | 1     |
| 3 | Nabil Gilasz      | Porto       | 1     |
| 3 | Olivier Giroud    | Arsenal     | 1     |
| 3 | Laurent Koscielny | Arsenal     | 1     |
| 3 | Licá              | Porto       | 1     |
| 3 | Felipe Melo       | Galatasaray | 1     |
| 3 | Theo Walcott      | Arsenal     | 1     |

### 2014
1. nap
| 2014. augusztus 2. 14:00 BST | Valencia                 | 2 – 2       | Monaco               | Emirates Stadion, London, Anglia Játékvezető: Michael Oliver |
| 2014. augusztus 2. 14:00 BST | Carvalho 37' Alcácer 69' | Jegyzőkönyv | Vezo 30' Ocampos 80' | Emirates Stadion, London, Anglia Játékvezető: Michael Oliver |

| 2014. augusztus 2. 16:20 BST | Arsenal                 | 5–1         | Benfica    | Emirates Stadion, London, Anglia Játékvezető: Lee Mason |
| 2014. augusztus 2. 16:20 BST | Sanogo 26' Campbell 40' | Jegyzőkönyv | Gaitán 61' | Emirates Stadion, London, Anglia Játékvezető: Lee Mason |

2. nap
| 2014. augusztus 3. 14:00 BST | Benfica   | 1–3         | Valencia                         | Emirates Stadion, London, Anglia Játékvezető: Ryuji Sato |
| 2014. augusztus 3. 14:00 BST | Derley 2' | Jegyzőkönyv | Gayá 49' Piatti 54' Guardado 60' | Emirates Stadion, London, Anglia Játékvezető: Ryuji Sato |

| 2014. augusztus 3. 16:20 BST | Arsenal | 0–1         | Monaco     | Emirates Stadion, London, Anglia Nézőszám: 60,000 Játékvezető: Martin Atkinson |
| 2014. augusztus 3. 16:20 BST |         | Jegyzőkönyv | Falcao 37' | Emirates Stadion, London, Anglia Nézőszám: 60,000 Játékvezető: Martin Atkinson |

A végeredmény
| # | Csapat   | M | Gy | D | V | Rg | Kg | Gk | P |
| - | -------- | - | -- | - | - | -- | -- | -- | - |
| 1 | Valencia | 2 | 1  | 1 | 0 | 5  | 3  | +2 | 9 |
| 2 | Arsenal  | 2 | 1  | 0 | 1 | 5  | 2  | +3 | 8 |
| 3 | Monaco   | 2 | 1  | 1 | 0 | 3  | 2  | +1 | 7 |
| 4 | Benfica  | 2 | 0  | 0 | 2 | 2  | 8  | –6 | 2 |

Gólszerzők
| #     | Név               | Csapat   | Gólok |
| ----- | ----------------- | -------- | ----- |
| 1     | Yaya Sanogo       | Arsenal  | 4     |
| 2     | Derley            | Benfica  | 1     |
| 2     | Francisco Alcácer | Valencia | 1     |
| 2     | Joel Campbell     | Arsenal  | 1     |
| 2     | Radamel Falcao    | Monaco   | 1     |
| 2     | José Gayá         | Valencia | 1     |
| 2     | Pablo Piatti      | Valencia | 1     |
| 2     | Andrés Guardado   | Valencia | 1     |
| 2     | Lucas Ocampos     | Monaco   | 1     |
| öngól | Ricardo Carvalho  | Monaco   | 1     |
| öngól | Rúben Vezo        | Valencia | 1     |

## Eddigi győztesek
| Év   | Győztes            |
| ---- | ------------------ |
| 2007 | Arsenal            |
| 2008 | Hamburg            |
| 2009 | Arsenal            |
| 2010 | Arsenal            |
| 2011 | New York Red Bulls |
| 2013 | Galatasaray SK     |
| 2014 | Valencia CF        |
| 2015 | Arsenal            |

## Részvételek
| Csapat              | Év                                             |
| ------------------- | ---------------------------------------------- |
| Arsenal             | 2007, 2008, 2009, 2010, 2011, 2013, 2014, 2015 |
| Paris Saint-Germain | 2007, 2009, 2011                               |
| SSC Napoli          | 2013                                           |
| FC Porto            | 2013                                           |
| Galatasaray SK      | 2013                                           |
| Boca Juniors        | 2011                                           |
| New York Red Bulls  | 2011                                           |
| Celtic              | 2010                                           |
| Lyon                | 2010, 2015                                     |
| Valencia CF         | 2007, 2014                                     |
| Milan               | 2010                                           |
| Atlético Madrid     | 2009                                           |
| Rangers             | 2009                                           |
| Juventus            | 2008                                           |
| Hamburg             | 2008                                           |
| Real Madrid         | 2008                                           |
| Internazionale      | 2007                                           |
| AS Monaco           | 2014                                           |
| Benfica             | 2014                                           |
| Villarreal          | 2015                                           |
| Wolfsburg           | 2015                                           |